# Карташу (район)
Карташу (порт. Cartaxo) — район (фрегезия) в Португалии, входит в округ Сантарен. Является составной частью муниципалитета Карташу. По старому административному делению входил в провинцию Рибатежу. Входит в экономико-статистический субрегион Лезирия-ду-Тежу, который входит в Рибатежу. Население составляет 10 115 человек на 2001 год. Занимает площадь 19,03 км².